# 國際良心日
國際良心日（英語：International Day of Conscience）是一個全球性的宣傳日，每年4月5日舉行慶祝活動，紀念人類良知的重要性。它是由聯合國大會於2019年7月25日通過第73/329號決議設立。第一個國際良心日是2020年4月5日。

## 外部連結
- United Nations page （页面存档备份，存于）